# Alexander Sørloth
Alexander Sørloth (* 5. Dezember 1995 in Trondheim) ist ein norwegischer Fußballspieler. Der Stürmer steht beim spanischen Erstligisten Atlético Madrid unter Vertrag und ist norwegischer A-Nationalspieler.

## Karriere

### Spielposition und -stil
Sørloth ist mit 1,94 m ein großgewachsener Stürmer mit primärer Zweikampfstärke. Er spielt im zentralen Angriff als Mittelstürmer, er wird auch als Außenstürmer eingesetzt. Er ist schnell im Antritt, kann sich dementsprechend in Zweikämpfen durchsetzen und verfügt über einen präzisen Linksschuss.
Sørloth schafft durch seine physische Präsenz häufig Räume, geht ins Gegenpressing oder verrichtet Defensivarbeiten. Neben seiner Dynamik und Kopfballstärke kommt auch eine gute Ballbeherrschung im Dribbling.

### Vereine

#### Die Anfänge in Norwegen

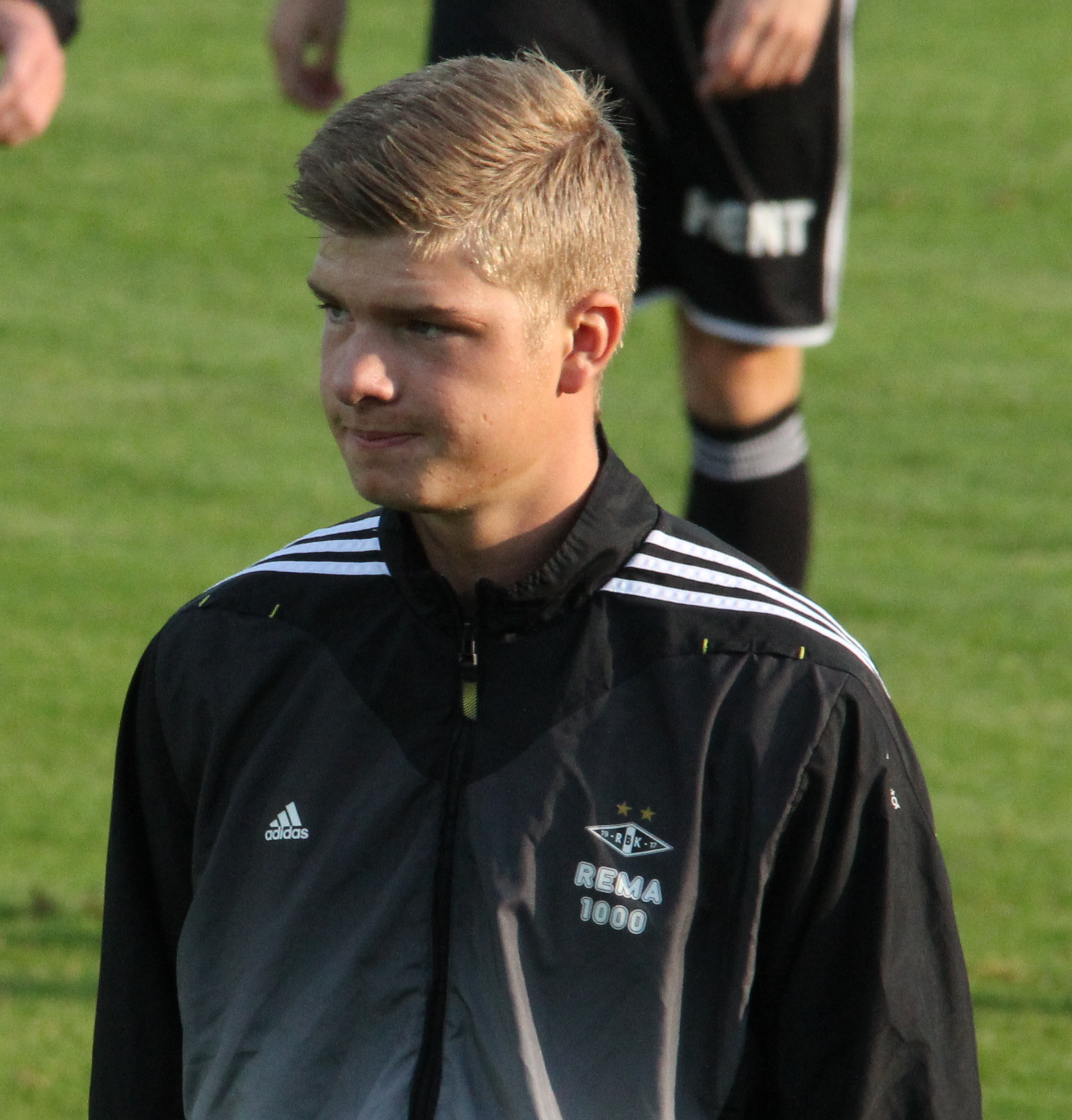
Sørloth als Spieler von Rosenborg Trondheim (2013)

Sørloth, dessen Vater Gøran ebenfalls Fußball gespielt hatte und auch norwegischer Nationalspieler war, kam in Trondheim zur Welt, wo er gemeinsam mit zwei Schwestern aufwuchs. Er war ein fußballerischer Spätentwickler. Zuvor spielte er ab dem Alter von sechs Jahren auch Handball und lief Schlittschuh. Der Junge wurde für einige Jugendnationalteams nominiert, wurde aber als 13-Jähriger zu groß, weswegen er sich vom Schlittschuhlaufen gänzlich dem Fußball zuwandte. In Trondheim spielte er ab 2010 in den Jugendmannschaften Rosenborgs, wo bereits sein Vater aktiv gewesen war, und anschließend für die zweite Herrenmannschaft. Gøran selbst war es auch, der sich nach dem Ende seiner Karriere vom Fußball abwendete, um wieder mehr Zeit mit seiner Familie zu verbringen, seinem Sohn jedoch trotzdem die Leidenschaft für den Sport zu vermitteln.
Sein erstes Pflichtspiel für die Profimannschaft bestritt der Angreifer mit 17 Jahren am 11. Juli 2013 im Rückspiel der ersten Qualifikationsrunde zur Europa League gegen den Crusaders FC, wo er als Joker auch sein Tordebüt feierte. Im Juli 2014 bestritt der Norweger 18-jährig sein Ligaspieldebüt in der Tippeligaen, der höchsten norwegischen Spielklasse.
Zur norwegischen Spielzeit 2015 wurde Sørloth an den Ligakonkurrenten FK Bodø/Glimt verliehen, wo er nach anfänglichen Schwierigkeiten in 29 Pflichtspielen 14 Tore erzielte und zu den zehn erfolgreichsten Torschützen der Saison zählte. Des Weiteren gelangen ihm in dieser Spielzeit zwei Hattricks im Spiel gegen Start Kristiansand erzielte der Stürmer insgesamt sogar vier Tore.

#### Wechsel ins Ausland
Seine Leistungen weckten das Interesse mehrerer europäischer Vereine. Der niederländische Erstligist FC Groningen verpflichtete ihn im November 2015 zur Rückrunde der Eredivisie 2015/16 und für die nächsten viereinhalb Jahre für eine Ablösesumme in Höhe von 550.000 Euro. Anfangs stand der Norweger häufig in der Startelf, verlor aber im Saisonverlauf wegen seiner geringen Torausbeute seinen Stammplatz an Danny Hoesen.
Zur Saison 2017/18 wechselte Sørloth, mit dem nicht mehr geplant wurde, für eine unter fünf Millionen dänischen Kronen (umgerechnet unter 700.000 Euro) liegende Ablösesumme zum dänischen Erstligisten und Europapokal-Anwärter FC Midtjylland. Im September 2017 erzielte der Norweger beim 5:1-Heimsieg im Ligaspiel gegen den Hobro IK einen Hattrick, wofür er später von der Liga als Spieler des Monats ausgezeichnet wurde. In Midtjylland gelangen dem Norweger 15 Pflichtspieltreffer, was ihn hinter dem Nigerianer Paul Onuachu zum zweiterfolgreichsten Schützen des Teams machte.
Nach dieser erfolgreichen Saison wechselte Sørloth für rund 10 Millionen Euro in die englische Premier League zu Crystal Palace, was ihn zum teuersten Abgang aus der dänischen Superliga werden ließ. Da bei den Südlondonern sowohl Wilfried Zaha wie auch Christian Benteke im Sturmzentrum gesetzt waren, erhielt Sørloth nur wenige Einsatzzeiten. Er konnte keine Torbeteiligungen vorweisen, im EFL Cup gelangen ihm jedoch ein Treffer sowie ein Assist.
Im Januar 2019 wechselte er für den Rest der Spielzeit 2018/19 auf Leihbasis zum belgischen Erstligisten KAA Gent, der vom Dänen Jess Thorup, den er noch aus Midtjylland kannte, trainiert wurde. Für Gent absolvierte er, als Sturmspitze sowie Rechtsaußen, wettbewerbsübergreifend 22 Pflichtspiele und erzielte fünf Tore. Mit seinen Leistungen half Sørloth seiner Mannschaft, ins belgische Pokalfinale 2019 einzuziehen, das aber gegen Mechelen verloren ging.
Im August 2019 wechselte Sørloth, ohne zu Crystal Palace zurückzukehren in die türkische Süper Lig zu Trabzonspor, wo er auf seinen ehemaligen Mannschaftskollegen aus Dänemark, Filip Novák, traf. Nach der Leihe hätte für Trabzonspor eine Kaufpflicht in Höhe von sechs Millionen Euro bestanden, wenn der Spieler mindestens die Hälfte aller Liga- und Europapokalpartien der Spielzeit 2020/21 bestritten hätte. Mit 24 Treffern (zwei mehr als der Zweitplatzierte Papiss Cissé) wurde Sørloth bester Torschützenkönig und hatte so einen großen Anteil am Vizemeistertitel Trabzonspors hinter Istanbul Başakşehir. Aufgrund von Verstößen gegen das Financial Fairplay wurde der Klub, mit dem er darüber hinaus auch den Landespokal gewonnen hatte, aber anschließend von der Teilnahme an allen UEFA-Klubwettbewerben ausgeschlossen.

#### Zwischen Leipzig und Spanien
Im September 2020 wechselte Sørloth nach Deutschland zum Bundesligisten und Champions-League-Teilnehmer RB Leipzig, wo er einen Fünfjahresvertrag unterzeichnete. Dort reagierte man auf die Wechsel von Timo Werner und Patrik Schick. Die Ablösesumme wurde zwischen Trabzonspor und Crystal Palace aufgeteilt. Sein erstes Pflichtspieltor für den neuen Verein erzielte er am 2. Dezember 2020 bei einem 4:3-Sieg in der Champions League gegen Istanbul Başakşehir. Sein spielentscheidender Treffer in der 92. Minute brachte den Endstand in der Auswärtspartie. Bis dahin wurde der Norweger bereits in 15 Pflichtspielen eingesetzt, fand aber in der für ihn fremden Liga mit einem anderen Niveau als der Süper Lig wie auch ein anderer Neuzugang, Justin Kluivert, nur schwer seinen Rhythmus aus Trabzon wieder. Das vereinsnahe Portal RBlive erkannte seitens des Spielers Hemmungen auf dem Platz sowie Phlegmatismus beim Anlaufen, was sich negativ auf das von Leipzig häufig angewandte, frühe Pressing auswirkte. In der Rückrunde war der Norweger einige Male von Beginn an aktiv, Trainer Julian Nagelsmann setzte aber auch häufiger auf die effektiveren Spieler Yussuf Poulsen, Emil Forsberg oder den eigentlich auf den Flügeln spielenden Christopher Nkunku im Sturmzentrum. Beim 3:2 gegen Borussia Mönchengladbach war Sørloth spielentscheidend an zwei Treffern beteiligt, beim späteren Absteiger Werder Bremen traf er das einzige Mal doppelt.
In der Bundesliga gelang es Leipzig, noch vor Borussia Dortmund den zweiten Platz zu sichern, im Pokalfinale unterlag man dem BVB aber mit 1:4. Vor Beginn der Pflichtspielsaison 2021/22 verpflichteten die Roten Bullen André Silva, der mit 28 Treffern der zweitbeste Ligatorschütze nach Robert Lewandowski gewesen war, und sendeten so ein deutliches Zeichen an Sørloth. Beim ersten Saisonspiel, ein 4:0 gegen Sandhausen in der 1. Runde des DFB-Pokals, verzichtete Nagelsmanns Nachfolger Jesse Marsch komplett auf den einsatzfähigen Norweger und nahm stattdessen den bis dato noch nie für die Profis aktiv gewesenen 18-Jährigen Hugo Novoa in den Kader auf.
Im August 2021 wechselte Sørloth auf Leihbasis zum spanischen Erstligisten Real Sociedad San Sebastián. Die Leihe wurde für ein Jahr bis zum Sommer 2022 vereinbart. Zur Sommervorbereitung 2022 kehrte Sørloth zunächst nach Leipzig zurück, wurde kurz vor dem Ende der Transferperiode jedoch ein zweites Jahr an Real Sociedad verliehen.
Im Sommer 2023 wurde er schließlich für eine Ablöse von 10 Mio. Euro vom FC Villarreal verpflichtet. Sørloth absolvierte hier eine erfolgreiche Saison. Er erzielte in 34 Primera División spielen 23 Tore und verfehlte am letzten Spieltag die Torjägerkanone.
Nach nur einer Saison wechselte er für eine Ablöse von 30 Mio. Euro zu dem Hauptstadt Klub Atlético Madrid.

### Nationalmannschaft
Sørloth durchlief zwischen 2011 und 2016 die norwegischen Nachwuchsnationalmannschaften von der U16 bis U19 und die U21.
Er begann im August 2011 seine Nationalmannschaftskarriere mit drei Spielen bei den U16-Junioren von Norwegen.
Im Frühling 2016 gab Sørloth im Rahmen von mehreren aufeinanderfolgenden Freundschaftsspielen sein A-Länderspieldebüt gegen Portugal und in seinem zweiten Einsatz feierte er als Joker sein A-Länderspieltordebüt gegen Island. Er sorgte für die zwischenzeitliche 3:1-Führung gegenüber den Isländern, welches 3:2 endete und somit mit seinem Tor zum Spielsieg führte.

## Erfolge und Auszeichnungen

### Erfolge
Rosenborg Trondheim
- Norwegischer A-Junioren-Pokalsieger: 2012[36]

Trabzonspor
- Türkischer Pokalsieger: 2020

### Auszeichnungen
- Spieler des Monats der dänischen Superliga: September 2017[14]
- Torschützenkönig der Süper Lig: 2020 (24 Tore)
- Bester Scorer der Süper Lig: 2020[37] (32 Punkte)
- Torschützenkönig des türkischen Pokals: 2020[37] (7 Tore)
- Spieler des Monats der Primera División: Januar 2023